# Pays sauvage
Pour le lieu fictif créé par Marvel Comics, voir Pays sauvage (comics).
Albums de Emily Loizeau
L'Autre Bout du monde
(2005) Mothers and Tygers
Pays sauvage est un album d'Emily Loizeau sorti en février 2009 chez Polydor.
Pays sauvage est aussi une chanson d'Emily Loizeau présente dans le cd. 
L'album est composé de 14 chansons dont les deux principales sont Pays sauvage du nom de l'album et Sister qui est sorti en clip. Sister est sorti aussi en single et est chantée en français et en anglais. Il y eut une réédition en novembre 2009 avec de nouvelles chansons et des reprises comme sweet dreams.
Il fut enregistré durant l'été 2008 avec quelques amis artistes dont Danyèl Waro, entre l'Ardèche, Paris et l'île de La Réunion. David d'Herman Düne et Moriarty ont collaboré à son nouvel album. On y retrouve également un duo avec Thomas Fersen, et la collaboration de Olivia Ruiz, Jeanne Cherhal et Nina Morato pour le titre Femme A Barbe.
Il a été récompensé du Prix Constantin 2009.

## Titres

### Pays sauvage
1. Pays sauvage
2. Fais battre ton tambour (ft Moriarty)
3. Tell me That You Don't Cry
4. Sister
5. La Dernière Pluie
6. Songes
7. Coconut Madam
8. La Femme à barbe (avec les Françoises)
9. The Princess and the Toad (avec Thomas Fersen)
10. Ma maison
11. In Our Dreams
12. Dis-moi que toi tu ne pleures pas (avec Danyèl Waro)
13. Le Cœur d'un géant
14. La Photographie

### Réédition
1. Pays sauvage
2. Fais battre ton tambour
3. Tell me That You Don't Cry
4. Sister
5. La Dernière Pluie
6. Songes
7. Coconut Madam
8. La Femme à barbe (avec les Françoises)
9. The Princess and the Toad
10. Ma maison
11. In Our Dreams
12. Dis-moi que toi tu ne pleures pas
13. Le Cœur d'un géant
14. La Photographie
15. Sweet Dreams
16. Don't Let Me Be Misunderstood (Titre enregistré dans le cadre de l'album d'André Manoukian "So In Love")
17. That Little Something
18. Sister (U.K. Version)
19. Facing A World Of Anger
20. Bigger Than That (Extrait de la B.O. de King Guillaume)
21. I'm Sorry That You Cried (Extrait de la B.O. de King Guillaume)

(Les 14 premiers titres des deux éditions sont identiques)